# Бериа (Кентукки)
Бериа (англ.  Berea ) — город в округе  Мадисон  в штате Кентукки США.

## Описание
Находится в центральном Кентукки, недалеко от Камберлендских гор, в 23 км к югу от Ричмонда. История города сосредоточена вокруг колледжа Бериа, основанного аболиционистами в 1855 году и одного из самых уважаемых частных колледжей на Юге. Школа предоставляет каждому студенту стипендию на полную оплату обучения. Взамен студенты работают от 10 до 15 часов в неделю в одном из более чем 140 отделов, включая те, где производятся традиционные региональные ремесла (ткачество, керамика, деревообработка, обработка железа и изготовление мётел); в принадлежащем школе отеле Бун-Таверн и его ресторане; на его ферме площадью 485 гектаров; или в его лесу площадью 3115 гектаров. Туризм, связанный с колледжем, важен, и Черчилль-Уиверс, одна из крупнейших в стране компаний по ручному ткачеству, также находится в Бериа. Население в 2000 году — 9 851, в 2010 году — 13 561 житель.

## Население
| 2010   | 2020    |
| ------ | ------- |
| 13 561 | ↗15 539 |